# Termas de Cronio
Las Termas de Cronio o Termas del norte son las termas romanas ubicadas en el  yacimiento arqueológico de Olimpia en Grecia.

## Historia
Las termas fueron construidas en el período helenístico en el siglo II a. C., al oeste del sitio al pie del monte Cronio, de donde obtuvo su nombre actual.
Fueron modificadas frecuentemente a lo largo de su historia. Los edificios fueron destruidos por un terremoto en siglo III, la última reparación data del siglo V. Durante este período, fueron utilizados para actividades agrícolas. A finales de este período, sirvieron como lagar y taller de alfarería, entre otras cosas.

## Descripción
Estaban ubicadas al norte del Altis, al norte del Pritaneo. El núcleo del edificio era peristilo rodeado de numerosas habitaciones. Los romanos agregaron grandes mosaicos  de temática marina que representan a Poseidón, Tritón, las nereidas, caballitos de mar, nereidas y delfines. Los mosaicos ocupan una superficie aproximada de 650 m2 y se cierran durante la temporada baja de turismo con fines de conservación.
Los edificios fueron descubiertos durante las excavaciones ya en 1880, pero su investigación sistemática no se llevó a cabo hasta 1987-1991. Algunos de los mosaicos del suelo han sido restaurados in situ, mientras que otros se encuentran en el Museo Arqueológico de Olimpia.